# Dóc (Magyarország)
Dóc község Csongrád-Csanád vármegye Szegedi járásában.

## Fekvése
Szegedtől 25 kilométerre északra helyezkedik el, a Tisza jobb partján, de a folyótól mintegy 4 kilométerre nyugatra. Szomszédai: észak felől Baks, északkelet felől Mindszent, kelet felől Mártély és Hódmezővásárhely (mindhárom utóbbi a folyó túlpartján), dél felől Sándorfalva, nyugat felől Balástya, északnyugat felől pedig Ópusztaszer.

### Megközelítése
Legegyszerűbben a Szegedet Csongráddal összekötő 4519-es útról érhető el, egy mintegy 2,5 kilométeres leágazással. Balástyával és az 5-ös főúttal a 4524-es út kapcsolja össze.

## Nevének eredete
Kiss Lajos 1988-ban megjelent Földrajzi nevek etimológiai szótára szerint a név valószínűleg szláv eredetű. Előzménye az ősszláv *dolЬcЬ, jelentése „kis völgy”. Egy másik elmélet szerint a helynév személynévből keletkezett magyar névadással, és az alapjául szolgáló személynév a Domokos személynévnek a kicsinyítő-becéző alakja.

## Története
Az 1400-as évektől a terület birtokosa Dóczy Miklós volt. 1803-tól a terület birtokosa a Pallavicini család. Önálló település az egykori Pallavicini-uradalom helyén 1952-ben létesült. A településen a megélhetést sokáig a dohánytermesztés jelentette, mára azonban a szántóföldi növénytermesztés, kertészet és az állattenyésztés a jellemző.

## Közélete

### Polgármesterei
- 1990–1994: Belovai Pál (független)[3]
- 1994–1998: Belovai Pál (KDNP)[4]
- 1998–2002: Belovai Pál (FKgP)[5]
- 2002–2006: Belovai Pál (független)[6]
- 2006–2010: Tóth Margit (független)[7]
- 2010–2014: Tóth Margit (független)[8]
- 2014–2019: Tóth Margit (független)[9]
- 2019–2024: Turda Gábor (független)[10]
- 2024– : Turda Gábor (független)[1]

## Népesség
A település népességének változása:
| Lakosok száma | 731  | 714  | 707  | 622  | 674  | 661  | 664  |
|               | 2013 | 2014 | 2015 | 2021 | 2022 | 2023 | 2024 |

2001-ben a település lakosságának 98%-a magyar, 2%-a cigány nemzetiségűnek vallotta magát.
A 2011-es népszámlálás során a lakosok 95,4%-a magyarnak, 3,8% cigánynak, 0,5% románnak mondta magát (4,6% nem nyilatkozott; a kettős identitások miatt a végösszeg nagyobb lehet 100%-nál). A vallási megoszlás a következő volt: római katolikus 61,1%, református 1,9%, felekezeten kívüli 20,5% (14,1% nem nyilatkozott).
2022-ben a lakosság 91,7%-a vallotta magát magyarnak, 0,6% cigánynak, 0,1-0,1% németnek és szerbnek, 1,8% egyéb, nem hazai nemzetiségűnek (8,3% nem nyilatkozott; a kettős identitások miatt a végösszeg nagyobb lehet 100%-nál). Vallásuk szerint 39,2% volt római katolikus, 1,5% református, 0,6% egyéb keresztény, 1,6% egyéb katolikus, 15,3% felekezeten kívüli (41,8% nem válaszolt).

## Nevezetességei
- Az 1792-ben épült katolikus templom.